# Тумбарлинское сельское поселение
Тумбарлинское се́льское поселе́ние — муниципальное образование в Бавлинском районе Татарстана Российской Федерации.
Административный центр — село Татарская Тумбарла.

## История
Статус и границы сельского поселения установлены Законом Республики Татарстан от 31 января 2005 года № 16-ЗРТ «Об установлении границ территорий и статусе муниципального образования "Бавлинский муниципальный район" и муниципальных образований в его составе».

## Население
| 2010 | 2011 | 2012 | 2013 | 2014 | 2015 | 2016 |
| ---- | ---- | ---- | ---- | ---- | ---- | ---- |
| 802  | ↘799 | ↘789 | ↗810 | ↘809 | ↗817 | ↘802 |
| 2017 | 2018 |      |      |      |      |      |
| ↘786 | ↘765 |      |      |      |      |      |

## Состав сельского поселения
| № | Населённый пункт   | Тип населённого пункта       | Население |
| - | ------------------ | ---------------------------- | --------- |
| 1 | Миннигулово        | деревня                      |           |
| 2 | Татарская Тумбарла | село, административный центр |           |
| 3 | Шамаево            | деревня                      |           |